# Pijal-paša
Pijal-paša (oko 1515. – 1578.), osmanski admiral hrvatskog podrijetla.
Rođen je u Vignju na Pelješcu. Bio je poznati osmanski admiral s činom zapovjednika flote (Kaptan Paşa) između 1553. i 1567. Osmanski vezir postao je nakon 1568. Često se nalazi pod imenom Piale Pasha u zapadnim zemljama i kao Pialí Bajá u Španjolskoj; njegovo ime na turskom je Piyale Paşa.
Pijal-paša obrazovan je na Enderunu (Carska akademija) u današnjem Istanbulu, Turska. Diplomirao je na Endurnu s naslovom Kapıcıbaşı i postavljen za Sanjak Beya (provincijski beg; provincijski vladar) Galipolja.

## Admiral
Promaknut je kao Bahriye Beylerbeyi (član Vrhovnog vodstva mornarice) i postao admiral flote osmanske mornarice s 39 godina.
Godine 1554. zauzeo je otoke Elbu i Korziku s velikom flotom, a u tu flotu bili su uključeni i veliki turski admirali kojima je zapovijedao, među njima Turgut Reis i Salih Reis. Sljedeće godine, sultan Sulejman Veličanstveni dao mu je zadatak da brani Francusku u borbi protiv Španjolaca, kada je majka kralja Franje II. zatražila pomoć. Pijal-paša je otplovio 26. lipnja 1555. Turska flota sastala se s Francuskom flotom kod Piombina i uspješno odbacila španjolski napad i zauzela nekoliko španjolskih utvrda na Sredozemlju.

## Bitka kod Džerbe
U lipnju 1558., kada mu se pridružio Turgut Reis, Pijal-paša otplovio je prema Mesinskom tjesnacu i dva admirala zauzimaju grad Reggio di Calabria. Otuda odlaze prema Eolskom otočju i zauzima nekoliko otoka, prije nego što se iskrcao u Amalfi, u Salernskom zaljevu, zauzeo je gradove Massa Lubrense, Cantone i Sorrento. Kasnije se njegova flota iskrcala u Torre del Greco, na obalu Tuskanije, i Piombino. U rujnu 1558. Pijal-paša napada obale Španjolske, a prije toga zauzeo je Menorku i oštetio otočnu luku.
Njegov napadaj izazvao je strah širom sredozemne Španjolske, pa je kralj Filip II. tražio pomoć od Pavla IV. i njegovih europskih saveznika da okončaju strah kojeg su izazvali Turci. Godine 1560. Filip II. preuzeo je vodstvo nad Svetom ligom i njezinu organizaciju u kojoj se nalazila Španjolska, Mletačka Republika, Republika Genova, Papinska Država, Savojsko Vojvodstvo i Malteški vitezovi. Ujedinjena flota okupila se kod Messine i imala je 54 galije i 66 drugih plovila pod zapovjedništvom Giovannija Andree Dorija, nećaka slavnog đenovskog admirala Andree Dorije.
12. ožujka 1560., Sveta liga zauzela je otok Džerbu koji je bio strateški položaj i kontrolirao je trgovački put Alžir - Tripoli. Kao odgovor na to, Sulejman I. Veličanstveni poslao je osmansku flotu u veličini 86 galija i galijuna i dao je pod zapovjedništvo Pijata-paše, koji u pred Džerbu stiže 11. svibnja 1560. i uništava veliku kršćansku flotu za nekoliko sati u događaju kojeg je povijest zabilježila kao Bitku kod Džerbe. Giovanni Andrea Doria uspio je umaći s malim plovilom, no, preživjeli kršćani, kojima je sada zapovjedao D. Alvaro de Sande, pobjegli su u utvrdu na otoku Džerba koju su napravili u vrijeme dolaska. Pijal-paša i Turgut Reis prisilili su garnizon na predaju i Pjal-paša uzeo je 5 000 ratnih zarobljenika, uključujući i de Sandea, te ih odvodi Istanbul, gdje ga je dočekala oduševljena gomila. Oženio je unuku sultana Sulejmana, tj. kćer sultana Selima II., sultanicu Gevher Han.
Godine 1563. Pijal-paša zauzima Napulj i utvrde oko grada da pomogne Francuzima. No, kada su Turci napustili ove položaje, Francuzi nisu bili u stanju da ih obrane, pa ih Španjolci uzimaju natrag.

## Opsada Malte
Godine 1565. Pijal-paša, zajedno s generalom Lala Karom Mustafa-pašom i admiralom Turgutom Reisom, dobiva naredbu od sultana Sulejmana da opsjedne Maltu, no opsada nije uspjela zbog jakog otpora Malteških vitezova. Turci su pretrpjeli velike gubitke, a i pogibiju admirala Turguta Reisa.
Godine 1566. Pijal-paša zauzima otok Khíos i okončava đenovsku prisutnost na Egejskom moru. Kasnije se iskrcao u Apulju u Italiji i zauzeo nekoliko strateški važnih utvrda.
Godine 1568. promaknut je kao vezir, postavši tako prvi admiral u povijest Osmanskog Carstva koji je nosio taj naslov.

## Zauzeće Cipra
Godine 1570. otplovio je prema Cipru, koji je tada bio mletačko vlasništvo, s velikim snagama koje su bile ukrcane na brodovima. Napustivši Istanbul 15. svibnja 1570., flota je stigla na Cipar 1. srpnja 1570. 22. srpnja, Turci, pod zapovjedništvom Lala Mustafe (petog vezira, koji je pet godina ranije pokušavao zauzeti Maltu), opsjedaju Nikoziju, a sam grad zauzimaju 9. rujna. Nakon što je zauzet Pafos, Limassol i Larnaca u brzom nizanju uspjeha, Turci okružuju Magosu (Famagusta), zadnje mletačko uporište na Cipru 18. rujna 1570. Magosa je zauzeta 1. kolovoza 1570. i tako je zauzet Cipar.

## Zadnji zadatci
Nakon što je poražena turska flota Ali-paše Mujezinovića u Bitci za Lepanto 1571., Pijal-paša pozvan je da ponovno preuzme zapovjedništvo nad osmanskom mornaricom. Osmanlije su uspjele izgraditi flotu kakva je bila prije poraza kod Lepanta u manje od godinu dana. Uluch Ali-paša preoteo je Tunis od Španjolaca i vratio turske hafsidske vazale 1574.
Godine 1573. Pijal-paša još jednom se iskrcao u Apulju. To je bila njegova zadnja morska ekspedicija.

## Smrt
Pijal-paša umire 21. siječnja 1578. i pokopan je u džamiji Pijal-paše u četvrti Kasımpaşi u okrugu Beyoğlu u Carigradu, koju je sam sagradio, a kreator bio je poznati turski arhitekt Mimar Sinan u posljednjim godinama života.

## Nasljeđe
Nekoliko ratnih brodova Turske ratne mornarice nosi ime po Pijal-paši.